# Time to Shine (Queen + Paul Rodgers-dal)
A Time to Shine a második dal a Queen + Paul Rodgers formáció 2008-as The Cosmos Rocks albumáról.
Az album egyik gitár vezérelt, hagyományos rockdala, Brian May szerint alapvetően Paul Rodgers szerzeménye. A jellegzetes gitárharmóniáit a U2 dalaihoz hasonlítják. A legelső felvételi napon vették fel. A tagok elmondása szerint fontos momentuma volt a felvételeknek, mert mikor Rodgers előállt vele, majd közösen véglegesítették, akkor tudatosult bennük, hogy valóban meg tudnak írni közösen egy albumnyi új dalt.
Rodgers sajátos dúdolásával indít, amely leginkább egy keleti vallási énekhez. A dal ezután pörgős dob és gitárkíséretet kap, és a lendülete egy pillanatra sem törik meg egészen a végéig. A legjellegzetesebb része a refrén éneke, amelyben Rodgers a „raise up your mind” sorokat énekli, ahol a „mind” szótagot a végletekig elnyújtja, kiterjesztve így a refrént.
Az album megjelenése előtt elhangzott a BBC Radio 1 egyik műsorában egy harminc másodperces részlet belőle, a The Cosmos Rocks promóciójának részeként.
A kritikák rendszerint kiemelték az album dalai közül: a BBC szerint az album kiemelkedő dala, az AllMusic kritikusa szerint a legjobb három dal között van.
Eddig egyetlen előadáson adták elő az albumot támogató Rock the Cosmos Tour során: 2008. szeptember 23-án, Antwerpenben, Belgiumban. Az előadást Rodgers zongorával kísérte.

## Közreműködők
- Paul Rodgers: ének, billentyűsök
- Brian May: elektromos gitár, basszusgitár
- Roger Taylor: dob